# Vausseroux
Vausseroux település Franciaországban, Deux-Sèvres megyében. Lakosainak száma 330 fő (2022. január 1.). Vausseroux Beaulieu-sous-Parthenay, Reffannes, Saint-Martin-du-Fouilloux, Vasles, Vautebis, Frazé és Les Châteliers községekkel határos.

## Népesség
A település népessége az elmúlt években az alábbi módon változott:
| Lakosok száma | 338  | 333  | 336  | 326  | 324  | 324  | 322  | 326  | 330  |
|               | 2013 | 2015 | 2016 | 2017 | 2018 | 2019 | 2020 | 2021 | 2022 |